# Archie, Mystères et Compagnie
Archie, mystères et compagnie (Archie's Weird Mysteries) est une série télévisée d'animation américano-française en 40 épisodes de 22 minutes produite par Les Studios Tex et DIC et diffusée entre le 2 octobre 1999 et le 22 février 2000 sur le réseau PAX et sur Teletoon au Canada.
La série est basée sur les personnages de l'éditeur Archie Comics. Il s'agit de la cinquième adaptation des aventures d'Archie Andrews et sa bande à la télévision.
En France, elle a été diffusée à partir du 19 janvier 2000 sur M6 dans M6 Kid. La série serait ensuite rediffusée sur Disney Channel au début des années 2000.

## Synopsis
L'histoire tourne autour d'Archie Andrews, habitant de Riverdale, confronté à de nombreux phénomènes étranges et monstres en tous genres.

## Personnages principaux
Entre parenthèses, le nom dans la version originale, si différent de la version francophone.
- Archie Andrews, un étudiant roux au lycée de Riverdale, reporter pour le journal de l'école
- Betty Cooper, une fille intelligente et amoureuse d'Archie
- Véronica Lasalle (Veronica Lodge), une fille gâtée, meilleure amie de Betty et elle aussi amoureuse d'Archie
- Doudingue Jones / Tout-Dingue (Jughead Jones), garçon drôle et meilleur ami d'Archie
- Régis Mantle (Reggie Mantle), un sportif sûr de lui et rival d'Archie
- Newton Doiley (Dilton Doiley), un geek ami d'Archie

## Distribution

### Voix originales
- Andrew Rannells : Archie Andrews
- Chris Lundquist : Jughead Jones
- Camille Schmidt : Veronica Lodge
- Paul Sosso : Reggie Mantle
- America Young : Betty Cooper
- Ben Beck : Dilton Doiley

### Voix françaises
- Olivier Jankovic: Archie Andrews
- Philippe Bozo :  Doudingue Jones / Tout-Dingue
- Gilbert Lévy : Régis Mantle
- Danièle Hazan : Betty Cooper
- Nadège Perrier : Véronica Lasalle

## Épisodes
Titre francophone des quarante épisodes de la série.
1. Patatak
2. Moi ! Moi ! Moi !
3. L'autocollante
4. Colossale Véronica Lassale
5. Ni vu, ni archiconnu
6. Les revenants reviennent
7. Momie soit qui mal y pense
8. Transes avec les loups
9. Le Grand Magasin des horreurs
10. La soucoupe boit la tasse
11. Virtuellement vôtre
12. Coquin de sort !
13. Ravage de cerveau
14. Folle Jeunesse
15. L'ordinapeur
16. Absolument monstrueux
17. Bien fait pour eux !
18. Piratage fantôme
19. Fantômaton
20. Sublima contre Docteur Nul
21. Quel bon Régis !
22. Cela vit dans les égouts
23. Cauchemaria
24. Les Ravages de la méduse
25. Assassinéma
26. Prenez garde au bulbe !
27. Le Ver sous la terre
28. Tyrannie d'abeilles
29. Extra-terreur
30. La Loi du plus fort
31. Le Père-Noël est un lémure
32. La Nuit la plus longue (1)
33. Vampires-empire ! (2)
34. Parole d'horreur ! (3)
35. Destin archi-fatal (1)
36. Oméga-mystère sur la ville (2)
37. Ton temps, pas ton temps (3)
38. L'Invasion des cafards
39. En pleine décroissance
40. Cadences infernales